# Graus nigra
Graus nigra is een straalvinnige vissensoort uit de familie van de loodsbaarzen (Kyphosidae). De wetenschappelijke naam van de soort is voor het eerst geldig gepubliceerd in 1887 door Philippi.